# بازار قيصرية
بازار قيصرية هي بازار تاريخية تعود إلى عصر السلالة الصفوية، وتقع في أصفهان.